# Liste der Stolpersteine in Kamp-Bornhofen
Die Liste der Stolpersteine in Kamp-Bornhofen enthält die Stolpersteine, welche von Gunter Demnig in Kamp-Bornhofen am verlegt wurden. Sie sollen an die Opfer des Nationalsozialismus erinnern, die in Kamp-Bornhofen ihren letzten bekannten Wohnsitz hatten, bevor sie deportiert, ermordet, vertrieben oder in den Suizid getrieben wurden.
Hinweis: Die Liste ist sortierbar. Durch Anklicken eines Spaltenkopfes wird die Liste nach dieser Spalte sortiert, zweimaliges Anklicken kehrt die Sortierung um. Durch das Anklicken zweier Spalten hintereinander lässt sich jede gewünschte Kombination erzielen.

## Liste der Stolpersteine
| Adresse                                                                                          | Verlegedatum  | NS-Opfer                  | Inschrift                                                                                 | Bild | Kollektion | Lage |
| ------------------------------------------------------------------------------------------------ | ------------- | ------------------------- | ----------------------------------------------------------------------------------------- | ---- | ---------- | ---- |
| Kaufmannstraße 10 · (Die frühere Forststraße ist nach der · jüdischen Familie Kaufmann benannt.) | 26. Juni 2013 | Jakob Kaufmann Jg 1875    | Zwangsarbeitslager Friedrichssegen 1941 deportiert 1942 Theresienstadt Treblinka ermordet |      |            |      |
| Kaufmannstraße 10 · (Die frühere Forststraße ist nach der · jüdischen Familie Kaufmann benannt.) | 26. Juni 2013 | Mathilde Kaufmann Jg 1875 | Zwangsarbeitslager Friedrichssegen 1941 deportiert 1942 Theresienstadt Treblinka ermordet |      |            |      |